# Hemiphyllodactylus typus
Espèce
Synonymes
- Ptyodactylus gracilis Bleeker, 1860
- Platydactylus crepuscularis Bavay, 1869
- Spathodactylus mutilatus Günther, 1872
- Lepidodactylus ceylonensis Boulenger, 1885
- Hemiphyllodactylus leucostictus Stejneger, 1899
- Lepidodactylus auranticus Shelford, 1901
- Hemiphyllodactylus typus pallidus Auffenberg, 1980

Hemiphyllodactylus typus ou Gecko arboricole grêle est une espèce de geckos de la famille des Gekkonidae.

## Répartition
Cette espèce se rencontre au Sri Lanka, aux Mascareignes, aux îles Nicobar en Inde, en Birmanie, en Thaïlande, au Viêt Nam, en Chine, à Taïwan, aux Philippines, en Malaisie, à Singapour, en Indonésie, en Papouasie-Nouvelle-Guinée, aux Salomon, en Nouvelle-Calédonie, aux Tonga, aux Fidji, en Polynésie française.
Elle a été introduite dans l'archipel Nansei au Japon et à Hawaï.

## Description

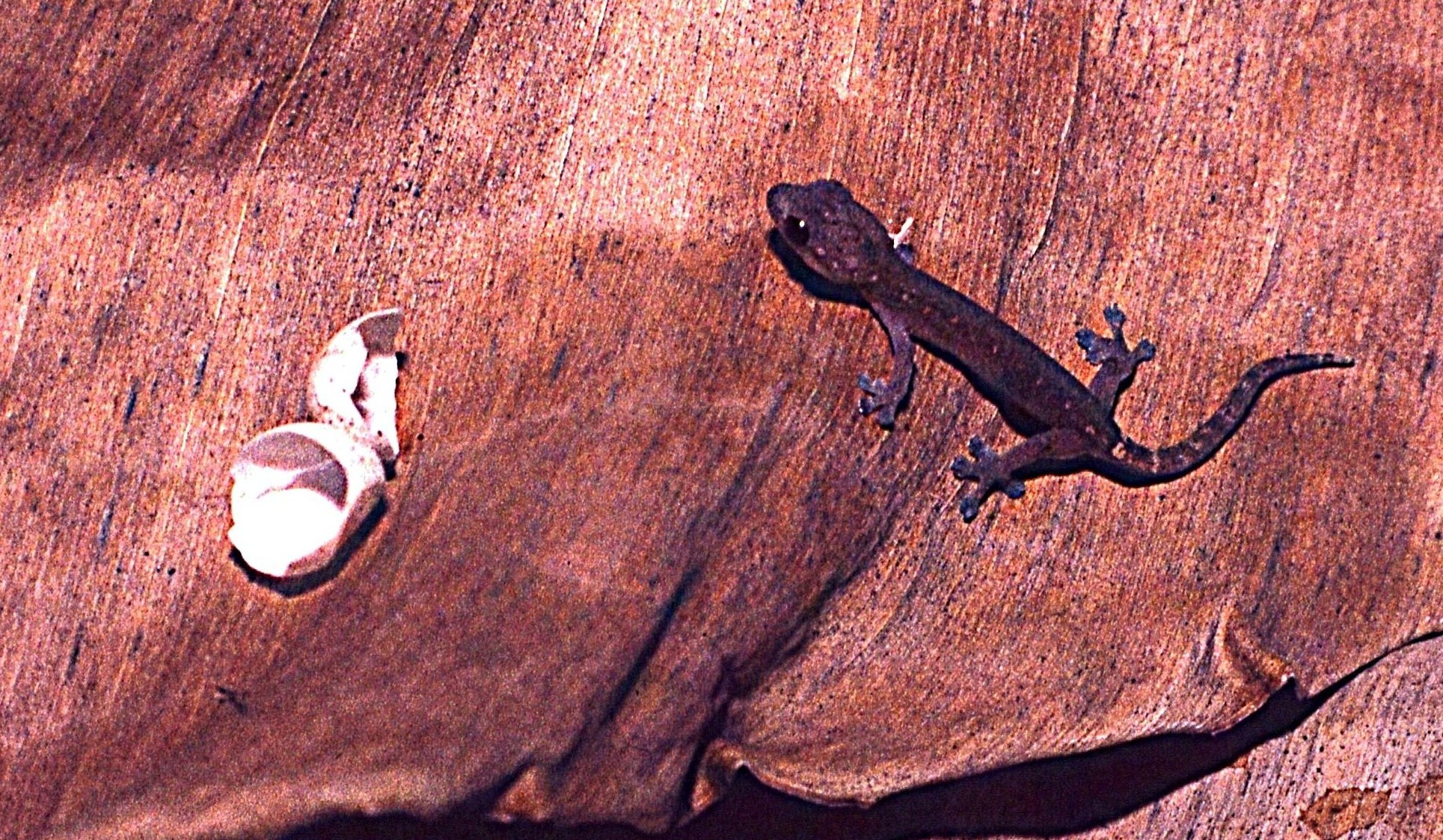
Hemiphyllodactylus typus nouvellement né avec sa coquille à gauche.

Hemiphyllodactylus typus mesure de 29,4 à 46,1 mm, queue non comprise.
Certaines populations de cette espèce se reproduisent par parthénogenèse.

## Philatélie
Cette espèce a été représentée sur un timbre des îles Pitcairn en 1993 20 c.

## Publication originale
- Bleeker, 1860 : Reptilien van Agam aangeboden door E.W.A. Ludeking. Natuurkundig Tijdschrift voor Nederlandsch Indie, Batavia, vol. 20, p. 325-329 (texte intégral).